# Чуперносів
Чуперно́сів — село в Україні, у Перемишлянській міській об'єднаній територіальній громаді Львівському районі Львівської області. Населення становить 226 осіб. 

## Географія
Через село тече річка Дихтарка, ліва притока Погоблиці.

## Історія
У 1552 році власником села був Єжи Свірзький, у 1711 році — львівські фрацисканці.
У 1927 році в селі мешкало 337 осіб. Найбільшим землевласником в селі був І. Вибрановський, у власності якого було 315 га землі.

## Галерея

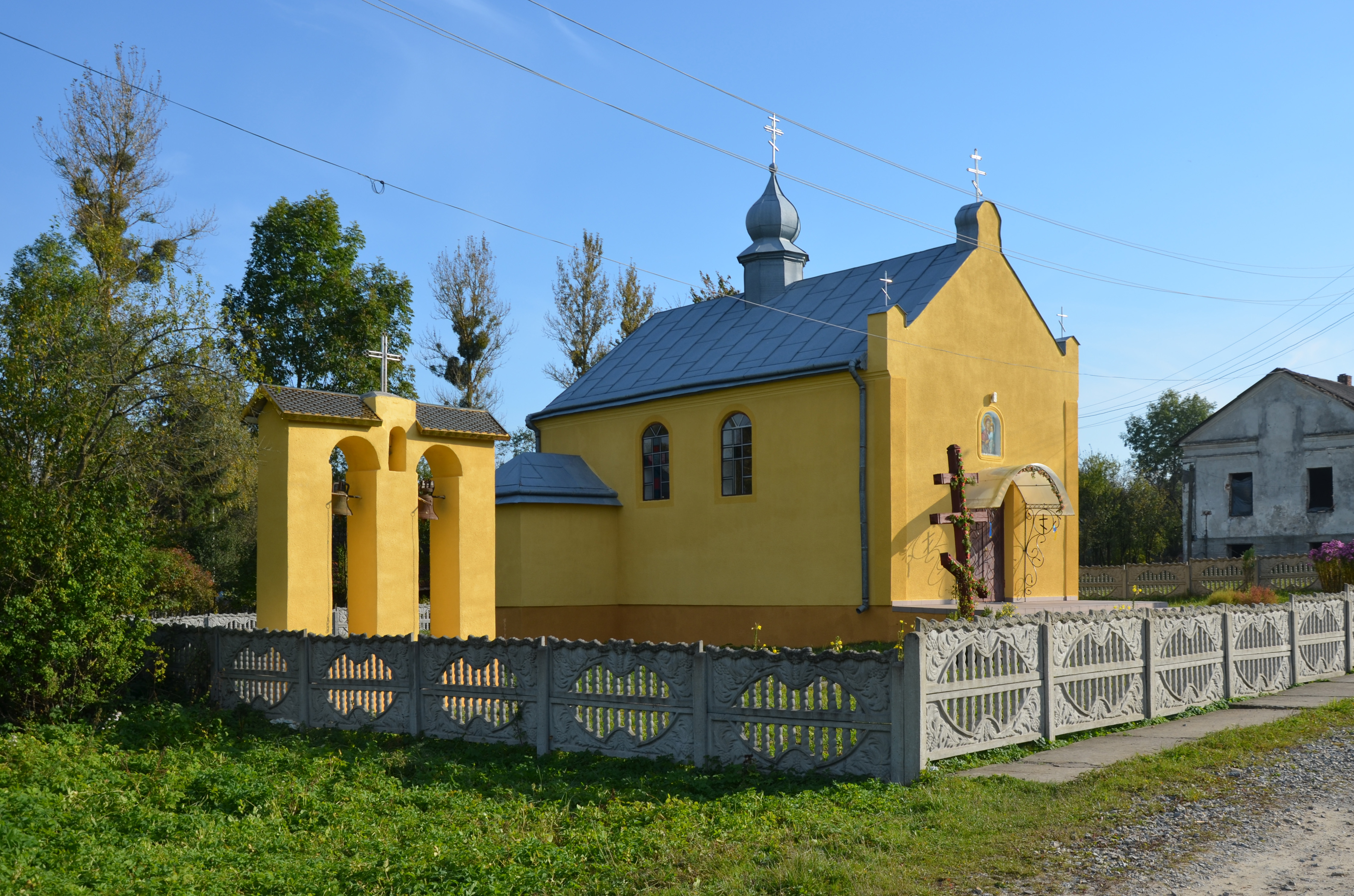
Церква в селі Чуперносів.
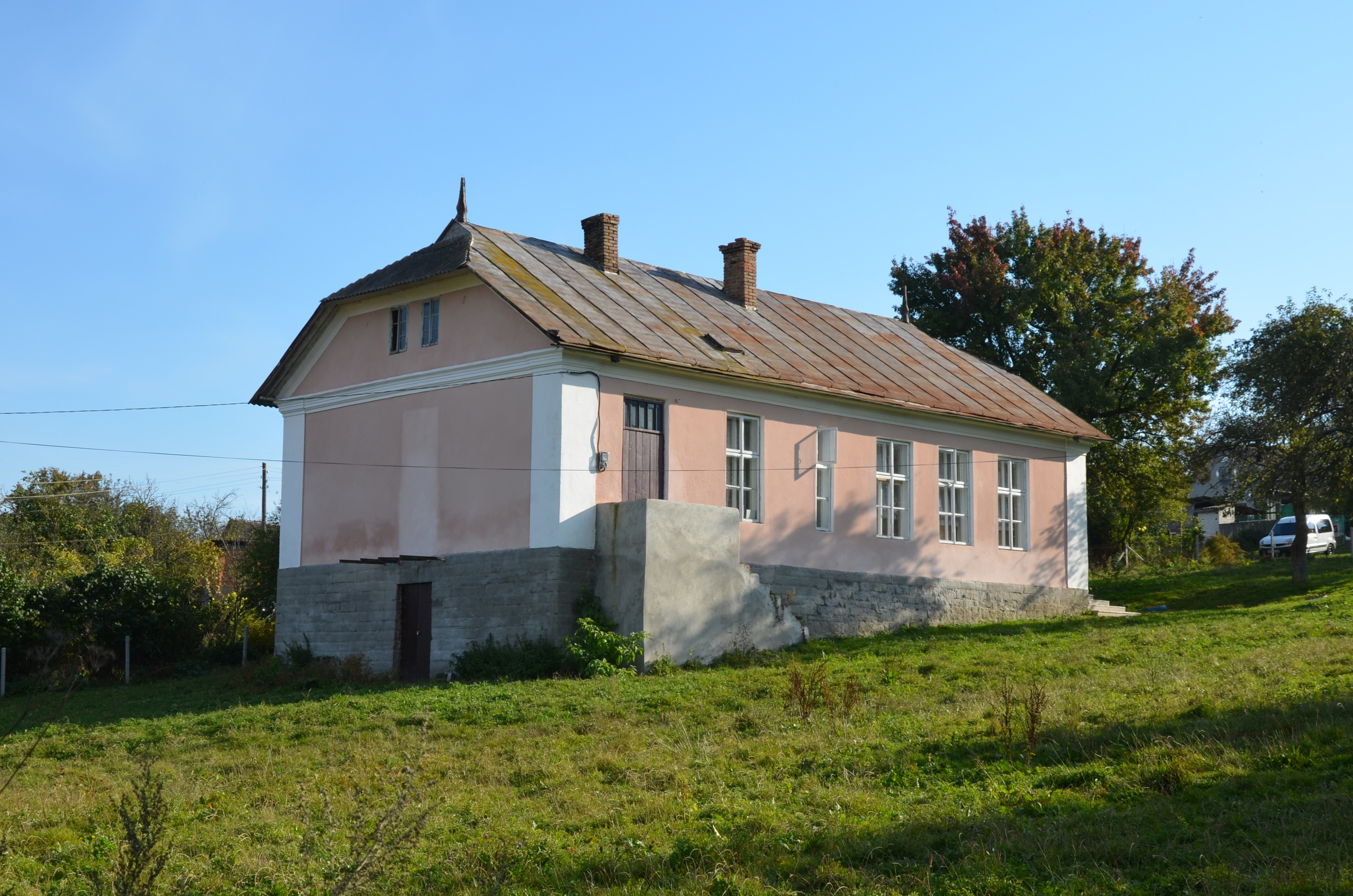
Місцева школа.